# Lonchophylla peracchii
Lonchophylla peracchii és una espècie de ratpenat de la família dels fil·lostòmids. És endèmic del sud-est del Brasil. Es tracta d'un ratpenat petit, amb els avantbraços de 34,5–36,9 mm. S'alimenta de nèctar i pol·len. Com que fou descoberta fa poc, l'estat de conservació d'aquesta espècie encara no ha estat avaluat formalment. Fou anomenat en honor del zoòleg brasiler Adriano Peracchi.